# Воренвил (Јужна Каролина)
Воренвил (енгл. Warrenville) насељено је место без административног статуса у америчкој савезној држави Јужна Каролина.

## Демографија
По попису из 2010. године број становника је 1.233.
| Група             | 2000.    | 2010.         |
| Белци             | 0 (0,0%) | 1.043 (84,6%) |
| Афроамериканци    | 0 (0,0%) | 66 (5,4%)     |
| Азијати           | 0 (0,0%) | 3 (0,2%)      |
| Хиспаноамериканци | 0 (0,0%) | 84 (6,8%)     |
| Укупно            | 0        | 1.233         |